# Русский листок (московская газета)
«Русский листок» — ежедневная газета, издававшаяся в Российской империи на русском языке с 1890 года. За полтора десятилетия до этого, в 1875—1876 годах, в Москве уже выходила одноимённая газета, однако эти печатные издания не имеют между собой ничего общего, кроме названия и места прописки.
Газета появилась в результате преобразования периодического издания «Русский справочный листок», который начал выходить годом ранее (с 1889 года). Редакция «Русского листка» располагалась в Москве, там же печатался и его тираж.
Первым издателем газеты «Русский листок» был В. Миллер. В 1896 году к нему присоединился сотрудник «Московских ведомостей» К. П. Цветков, в 1897 году — богатый оптовый торговец бумагой П. М. Генцель. В том же 1897 году из числа издателей вышли сперва К. Цветков, затем и В. Миллер; их место занял Н. Л. Казецкий, который официально состоял редактором газеты, но фактическими были другие: первым из них М. М. Гаккебуш. 
«Русский листок», по мнению Н. М. Лисовского, принадлежал к наиболее типичным представителям «малой прессы».